# Friedemann Pannen
Friedemann Pannen (* 1963 in Moers) ist Pastor der 
Evangelisch-lutherischen Landeskirche Hannovers. Er war Superintendent des Kirchenkreises Osnabrück und ist Geschäftsführer der „Diakonie Osnabrück Stadt und Land gGmbH“.

## Leben
Nach dem Abitur am Hölty-Gymnasium in Celle (1983) studierte Pannen 1983–1989 evangelische Theologie an der Augustana-Hochschule Neuendettelsau und der Universität Hamburg. Daran schloss sich das Vikariat in Rinteln an (1983–1989). Seine erste Pfarrstelle erhielt er in Küsten im Kirchenkreis Lüchow-Dannenberg. Von 1992  bis 1994 war Pannen Pfarrer der Kirchengemeinde Uetze im Kirchenkreis Burgdorf, ehe er 1994 als Referent für den Bereich der Diakonie in das Landeskirchenamt Hannover wechselte (1994–1999). Von 2003 bis 2005 absolvierte Pannen ein Studium im Fachbereich „Management und Organisationsentwicklung“ der Evangelischen Fachhochschule Hannover, das er mit dem Titel Dipl.-Sozialwirt abschloss. Danach kehrte er zurück auf die Pfarrerstelle in Uetze. 2009 wurde er als Nachfolger von Hans Hermann Hammersen zum Superintendenten des Kirchenkreises Osnabrück gewählt. Das Amt übte er bis 2015 aus. Seitdem ist Pannen Geschäftsführer der DIOS – Diakonie Osnabrück Stadt und Land gGmbH.